# Ернесто Чапарро
Ернесто Чапарро Есківель (ісп. Ernesto Chaparro Esquivel, 4 січня 1901 — 10 липня 1957) — чилійський футболіст, що грав на позиції захисника за «Коло-Коло», а також національну збірну Чилі.

## Клубна кар'єра
Захищав кольори «Коло-Коло» протягом усієї своєї кар'єри гравця.
Помер 10 липня 1957 року на 57-му році життя.

## Виступи за збірну
У збірній дебютував на Олімпійських іграх в Амстердамі, провів на турнірі три матчі — проти Португалії (2:4), Мексики (3:1) та Нідерландів (2:2). Через два роки увійшов в заявку на чемпіонат світу 1930 року в Уругваї, де зіграв у двох зустрічах: проти збірних Франції (1:0) та Аргентини (1:3). Після завершення чемпіонату більше не виступав за збірну.